# (1088) Mitaka
(1088) Mitaka ist ein Asteroid des Hauptgürtels, der am 17. November 1927 vom japanischen Astronomen Okuro Oikawa in Tokio entdeckt wurde. 
Benannt wurde der Asteroid nach der japanischen Stadt Mitaka, in der sich das astronomische Observatorium von Tokio befindet.